# Sichuan Nuzi Paiqiu Dui 2014-2015
Questa voce raccoglie le informazioni riguardanti il Sichuan Nuzi Paiqiu Dui nelle competizioni ufficiali della stagione 2014-2015.

## Organigramma societario
Area tecnica
- Allenatore: Ye Wen

## Rosa
| N° | Nome           | Ruolo | Data di nascita   | Nazionalità sportiva |
| -- | -------------- | ----- | ----------------- | -------------------- |
| 1  | Huang He       | P     | 18 marzo 1994     | Cina                 |
| 2  | Su Weiping     | C     | 9 dicembre 1996   | Cina                 |
| 3  | Zhao Yanni     | S     | 23 ottobre 1988   | Cina                 |
| 4  | Zhao Min       | S     | 17 marzo 1996     | Cina                 |
| 5  | Zhang Honglin  | S     | 3 agosto 1997     | Cina                 |
| 6  | Wang Chen      | P     | 29 ottobre 1990   | Cina                 |
| 7  | Tang Weidan    | S/O   | 3 novembre 1998   | Cina                 |
| 8  | Zhang Xiaoya   | C     | 4 ottobre 1992    | Cina                 |
| 9  | Ye Qi          | C     | 14 febbraio 1993  | Cina                 |
| 10 | Chen Biaobiao  | L     | 23 maggio 1996    | Cina                 |
| 11 | Zhu Yuxiao     | S     | 27 dicembre 1994  | Cina                 |
| 12 | Li Mengting    | S     | 29 settembre 1994 | Cina                 |
| 13 | Qiu Zijing     | S/O   | 22 novembre 1996  | Cina                 |
| 14 | Yang Menglu    | C     | 11 febbraio 1995  | Cina                 |
| 15 | Liu Meiling    | P     | 29 luglio 1991    | Cina                 |
| 16 | Pan Yangyang   | S/O   | 28 febbraio 1998  | Cina                 |
| 17 | Yu Wanqiu      | S     | 9 ottobre 1997    | Cina                 |
| 18 | Zan Yulu       | L     | 4 aprile 1990     | Cina                 |
| 19 | Slavina Koleva | S     | 22 novembre 1986  | Bulgaria             |
| 20 | Brittney Page  | S/O   | 4 febbraio 1984   | Canada               |

## Mercato
| Acquisti | Acquisti       | Acquisti  | Acquisti   |
| R.       | Nome           | da        | Modalità   |
| -------- | -------------- | --------- | ---------- |
| S        | Zhao Min       | ?         | ?          |
| S        | Zhang Honglin  | ?         | ?          |
| S/O      | Tang Weidan    | ?         | ?          |
| L        | Chen Biaobiao  | ?         | ?          |
| S/O      | Qiu Zijing     | ?         | ?          |
| S/O      | Pan Yangyang   | ?         | ?          |
| S        | Yu Wanqiu      | ?         | ?          |
| S        | Slavina Koleva | Karşıyaka | definitivo |
| S/O      | Brittney Page  | Potsdam   | definitivo |

| Cessioni | Cessioni     | Cessioni | Cessioni |
| R.       | Nome         | a        | Modalità |
| -------- | ------------ | -------- | -------- |
| L        | Yin Jie      | -        | ritirata |
| S        | Yang Dongmei | -        | ritirata |
| S/O      | Leng Wei     | -        | ritirata |

## Risultati

### Volleyball League A

#### Regular season

##### Prima fase
| 1ª giornata - 8 novembre 2014 Yuanping Gymnasium, Shenzhen           | Bayi     | 3 - 0 | Sichuan  | 25-9, 25-23, 26-24                |
| 2ª giornata - 11 novembre 2014 Ziyang Stadium, Ziyang                | Sichuan  | 2 - 3 | Liaoning | 25-23, 25-22, 23-25, 20-25, 9-15  |
| 3ª giornata - 15 novembre 2014 Glory Stadium, Pechino                | Beijing  | 3 - 1 | Sichuan  | 24-26, 25-11, 25-18, 26-24        |
| 4ª giornata - 18 novembre 2014 Ziyang Stadium, Ziyang                | Sichuan  | 0 - 3 | Tianjin  | 24-26, 21-25, 13-25               |
| 5ª giornata - 22 novembre 2014 Luohe City Stadium, Luohe             | Henan    | 3 - 0 | Sichuan  | 25-21, 25-22, 25-20               |
| 6ª giornata - 25 novembre 2014 Ziyang Stadium, Ziyang                | Sichuan  | 2 - 3 | Bayi     | 25-16, 27-25, 11-25, 15-25, 11-15 |
| 7ª giornata - 29 novembre 2014 Nationality College Gymnasium, Dalian | Liaoning | 3 - 1 | Sichuan  | 23-25, 25-20, 25-14, 25-21        |
| 8ª giornata - 2 dicembre 2014 Ziyang Stadium, Ziyang                 | Sichuan  | 0 - 3 | Beijing  | 19-25, 23-25, 18-25               |
| 9ª giornata - 6 dicembre 2014 Ziyang Stadium, Ziyang                 | Sichuan  | 0 - 3 | Henan    | 8-25, 20-25, 20-25                |
| 10ª giornata - 9 dicembre 2014 Tianjin Sports Center, Tientsin       | Tianjin  | 3 - 0 | Sichuan  | 25-7, 25-19, 26-24                |

##### Seconda fase
| 11ª giornata - 13 dicembre 2014 Guangzhou Sport University Gymnasium, Canton | Guangdong Hengda | 1 - 3 | Sichuan          | 25-22, 15-25, 16-25, 18-25        |
| 12ª giornata - 16 dicembre 2014 Laiwu City Gymnasium, Laiwu                  | Shandong         | 3 - 1 | Sichuan          | 25-23, 22-25, 26-24, 25-14        |
| 13ª giornata - 20 dicembre 2014 Ziyang Stadium, Ziyang                       | Sichuan          | 3 - 2 | Guangdong Hengda | 21-25, 25-11, 25-19, 23-25, 15-13 |
| 14ª giornata - 23 dicembre 2015 Ziyang Stadium, Ziyang                       | Sichuan          | 1 - 3 | Shandong         | 25-19, 21-25, 22-25, 15-25        |

#### Challenge match
| Gara 1 - 10 febbraio 2015 Zhongshan Stadium, Shijiazhuang | Hebei   | 0 - 3 | Sichuan | 12-25, 18-25, 19-25 |
| Gara 2 - 13 febbraio 2015 Ziyang Stadium, Ziyang          | Sichuan | 3 - 0 | Hebei   | 25-13, 25-18, 25-17 |

## Statistiche

### Statistiche di squadra
| Competizione        | Punti | In casa | In casa | In casa | In trasferta | In trasferta | In trasferta | Totale | Totale | Totale |
| Competizione        | Punti | G       | V       | P       | G            | V            | P            | G      | V      | P      |
| ------------------- | ----- | ------- | ------- | ------- | ------------ | ------------ | ------------ | ------ | ------ | ------ |
| Volleyball League A | 5     | 8       | 2       | 6       | 8            | 2            | 6            | 16     | 4      | 12     |
| Totale              | -     | 8       | 2       | 6       | 8            | 2            | 6            | 16     | 4      | 12     |

G = partite giocate; V = partite vinte; P = partite perse

### Statistiche dei giocatori
| Giocatore | Volleyball League A | Volleyball League A | Volleyball League A | Volleyball League A | Volleyball League A | Totale | Totale | Totale | Totale | Totale |
| Giocatore | P                   | PT                  | AV                  | MV                  | BV                  | P      | PT     | AV     | MV     | BV     |
| --------- | ------------------- | ------------------- | ------------------- | ------------------- | ------------------- | ------ | ------ | ------ | ------ | ------ |
| Chen B.   | ?                   | ?                   | ?                   | ?                   | ?                   | ?      | ?      | ?      | ?      | ?      |
| Huang H.  | ?                   | ?                   | ?                   | ?                   | ?                   | ?      | ?      | ?      | ?      | ?      |
| S. Koleva | ?                   | 166                 | 152                 | 5                   | 9                   | ?      | 166    | 152    | 5      | 9      |
| Liu M.    | ?                   | ?                   | ?                   | ?                   | ?                   | ?      | ?      | ?      | ?      | ?      |
| Li M.     | ?                   | ?                   | ?                   | ?                   | ?                   | ?      | ?      | ?      | ?      | ?      |
| B. Page   | ?                   | ?                   | ?                   | ?                   | ?                   | ?      | ?      | ?      | ?      | ?      |
| Pan Y.    | ?                   | ?                   | ?                   | ?                   | ?                   | ?      | ?      | ?      | ?      | ?      |
| Qiu Z.    | ?                   | ?                   | ?                   | ?                   | ?                   | ?      | ?      | ?      | ?      | ?      |
| Su W.     | ?                   | ?                   | ?                   | ?                   | ?                   | ?      | ?      | ?      | ?      | ?      |
| Tang W.   | ?                   | ?                   | ?                   | ?                   | ?                   | ?      | ?      | ?      | ?      | ?      |
| Wang C.   | ?                   | ?                   | ?                   | ?                   | ?                   | ?      | ?      | ?      | ?      | ?      |
| Yang M.   | ?                   | ?                   | ?                   | ?                   | ?                   | ?      | ?      | ?      | ?      | ?      |
| Ye Q.     | ?                   | 122                 | 78                  | 35                  | 9                   | ?      | 122    | 78     | 35     | 9      |
| Yu W.     | ?                   | ?                   | ?                   | ?                   | ?                   | ?      | ?      | ?      | ?      | ?      |
| Zan Y.    | ?                   | ?                   | ?                   | ?                   | ?                   | ?      | ?      | ?      | ?      | ?      |
| Zhang H.  | ?                   | ?                   | ?                   | ?                   | ?                   | ?      | ?      | ?      | ?      | ?      |
| Zhang X.  | ?                   | 127                 | 92                  | 22                  | 13                  | ?      | 127    | 92     | 22     | 13     |
| Zhao M.   | ?                   | ?                   | ?                   | ?                   | ?                   | ?      | ?      | ?      | ?      | ?      |
| Zhao Y.   | ?                   | 122                 | 112                 | 6                   | 4                   | ?      | 122    | 112    | 6      | 4      |
| Zhu Y.    | ?                   | ?                   | ?                   | ?                   | ?                   | ?      | ?      | ?      | ?      | ?      |

P = presenze; PT = punti totali; AV = attacchi vincenti; MV = muri vincenti; BV = battute vincenti